# VNV Nation
VNV Nation — музыкальная группа электронно-индустриальной сцены, основоположники направления futurepop. VNV в названии группы сокращение от англ. Victory Not Vengeance (с англ. — «победа, а не месть». Смысл этого девиза в том, что нужно стремиться к достижению своей цели, а не сидеть в горьком сожалении и тихо ненавидеть людей за то, что они делают что-то, чего тебе кажется, ты делать не можешь. Изначально группа называлась Nation, но Ронан Харрис почувствовал, что название может быть понято превратно, особенно на EBM-сцене (группа тогда играла на разогреве у Nitzer Ebb), и добавил «VNV».

## Состав
- Ронан Харрис (Ronan Harris) — вокал, музыка, тексты
- Марк Джексон (Mark Jackson) — ударные, клавишные (1990—2017)

## Дискография

### Студийные альбомы
- Advance And Follow (1995)
- Praise The Fallen (1998)
- Empires (1999)
- Futureperfect (2002)
- Matter And Form (2005)
- Judgement (2007)
- Of Faith, Power And Glory (2009)
- Automatic (2011)
- Transnational (2013)
- Resonance: Music For Orchestra Vol. 1 (2015)
- Noire (2018) — первый студийный альбом за последние 5 лет и 10-й в дискографии группы. Сами музыканты говорят, что это «тёмная и мощная энергия, которой не сдержать». Альбом представляет собой прекрасный образец электронной танцевальной музыки в стиле futurepop со вкраплениями synthpop, ebm, trance и даже классики. Чувственный вокал и ироничная философская лирика давно уже стала визитной карточкой коллектива.
- Electric Sun (2023)
- Construct (2025)

### Синглы и мини-диски
- Strength of Youth (12") (1990)
- Body Pulse (12") (1990)
- Darkangel (MCD) (1999)
- Solitary EP (MCD) (1998)
- Standing (MCD) (2000)
- Burning Empires (Standing) (Limited Edition 2CD) (2000)
- Advance And Follow V2 (CD) (2001)
- Beloved (12") (2002)
- Beloved 1,2(MCD) (2002)
- Genesis 1,2 (MCD) (2002)
- Honour 2003 (MCD) (2003)
- Pastperfect (2DVD+MCD Special Edition Only) (2004)
- Chrome (Download) (2005)
- Reformation 01 (Limited Edition 2xCD + DVD) (2009)